# Lijst van Eerste Kamerleden voor de katholieken
Een overzicht van alle Eerste Kamerleden voor de katholieken.
| Eerste Kamerlid                      | Begindatum        | Einddatum         |
| ------------------------------------ | ----------------- | ----------------- |
| W.H.J.Th. van Basten Batenburg       | 2 december 1901   | 2 maart 1903      |
| A.H.M. van Berckel                   | 23 juni 1903      | 22 juli 1904      |
| J.G.S. Bevers                        | 28 april 1902     | 22 juli 1904      |
| J.W. van den Biesen                  | 1 december 1896   | 22 juli 1904      |
| H.P.C. Bosch van Drakestein          | 2 december 1901   | 22 juli 1904      |
| J.S.H. Brouwers                      | 2 december 1902   | 22 juli 1904      |
| J.G. de Bruijn                       | 18 september 1883 | 12 juni 1892      |
| F.J.P.M. Coenen                      | 2 juni 1902       | 9 oktober 1902    |
| W.C.J.J. Cremers                     | 19 september 1893 | 22 juli 1904      |
| P.J.J.S.M. van der Does de Willebois | 28 maart 1898     | 22 juli 1904      |
| J.B.J. Hengst                        | 21 september 1874 | 30 oktober 1890   |
| L.A.H. Magnée                        | 29 juli 1884      | 13 april 1902     |
| W. Merkelbach                        | 5 mei 1890        | 22 juli 1904      |
| A.H.J.H. Michiels van Kessenich      | 6 december 1899   | 22 juli 1904      |
| F.B.H. Michiels van Kessenich        | 17 september 1877 | 31 mei 1881       |
| L.C.Ch.O.M. van Nispen               | 19 september 1887 | 18 oktober 1901   |
| F.X.J. van Nispen tot Pannerden      | 21 oktober 1889   | 28 april 1898     |
| W.J.H. Prinzen Fzn.                  | 27 november 1890  | 22 juli 1904      |
| W.H. Pyls                            | 21 september 1880 | 16 oktober 1899   |
| F.J.M.A. Reekers                     | 15 september 1896 | 22 juli 1904      |
| H.G.L. Regout                        | 11 juli 1881      | 22 juli 1904      |
| L.J.B. van Sasse van Ysselt          | 21 september 1874 | 16 september 1883 |
| A.M. Sassen                          | 7 december 1892   | 22 juli 1904      |
| H.M. Smits                           | 1 mei 1888        | 20 maart 1890     |
| J.Th. Smits van Oyen                 | 29 november 1883  | 10 september 1892 |
| P.J.A. Smitz                         | 17 september 1877 | 18 september 1896 |
| J.B.A.J.M. Verheyen                  | 22 januari 1883   | 10 januari 1898   |
| A.F. Vos de Wael                     | 18 september 1871 | 16 september 1883 |
| S.M. van Wijck                       | 19 september 1899 | 18 september 1899 |
| E.H.J.M. van Zinnicq Bergmann        | 10 augustus 1892  | 22 juli 1904      |